# MATE Károly Róbert Campus

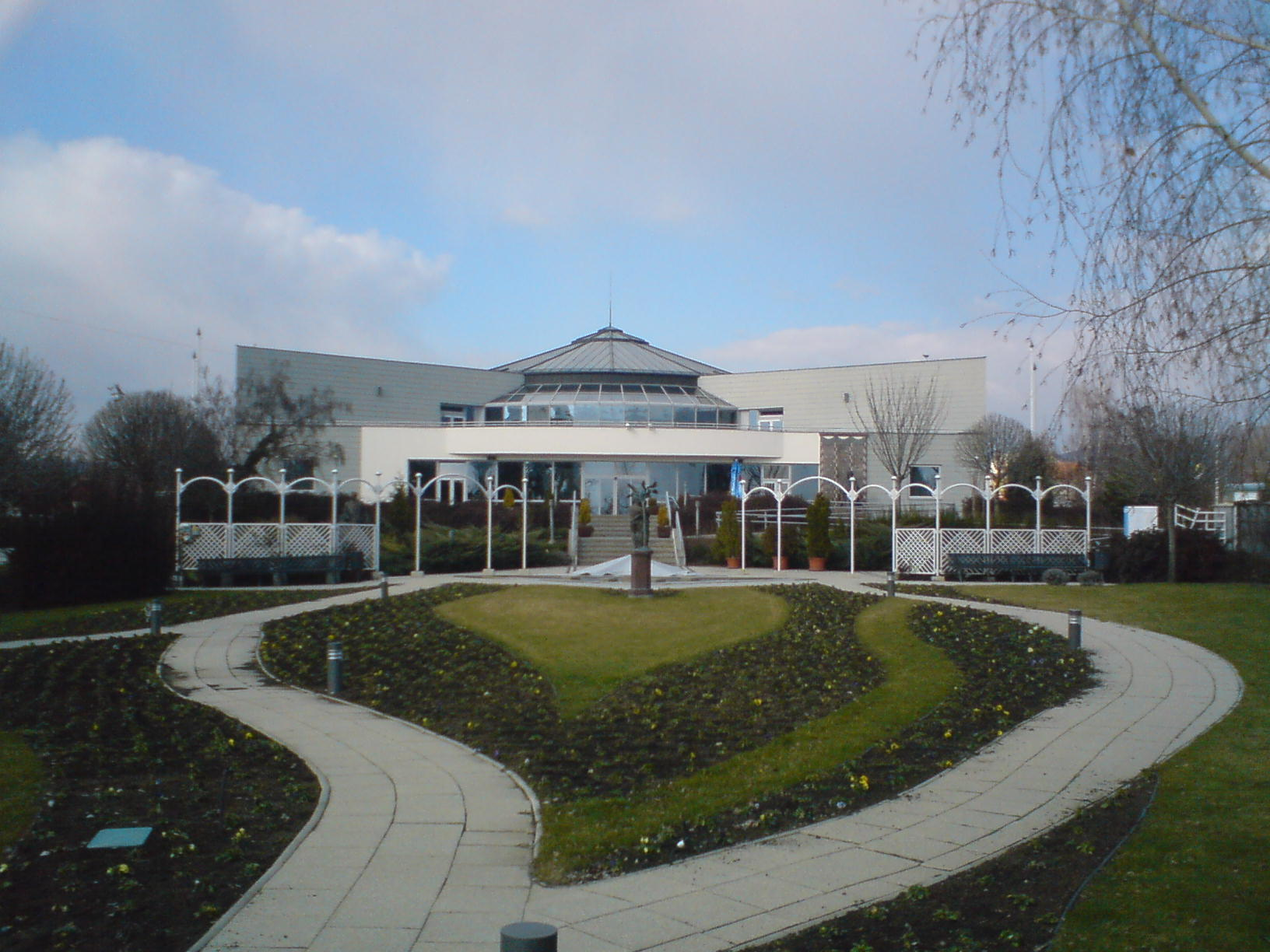
A (B) épület

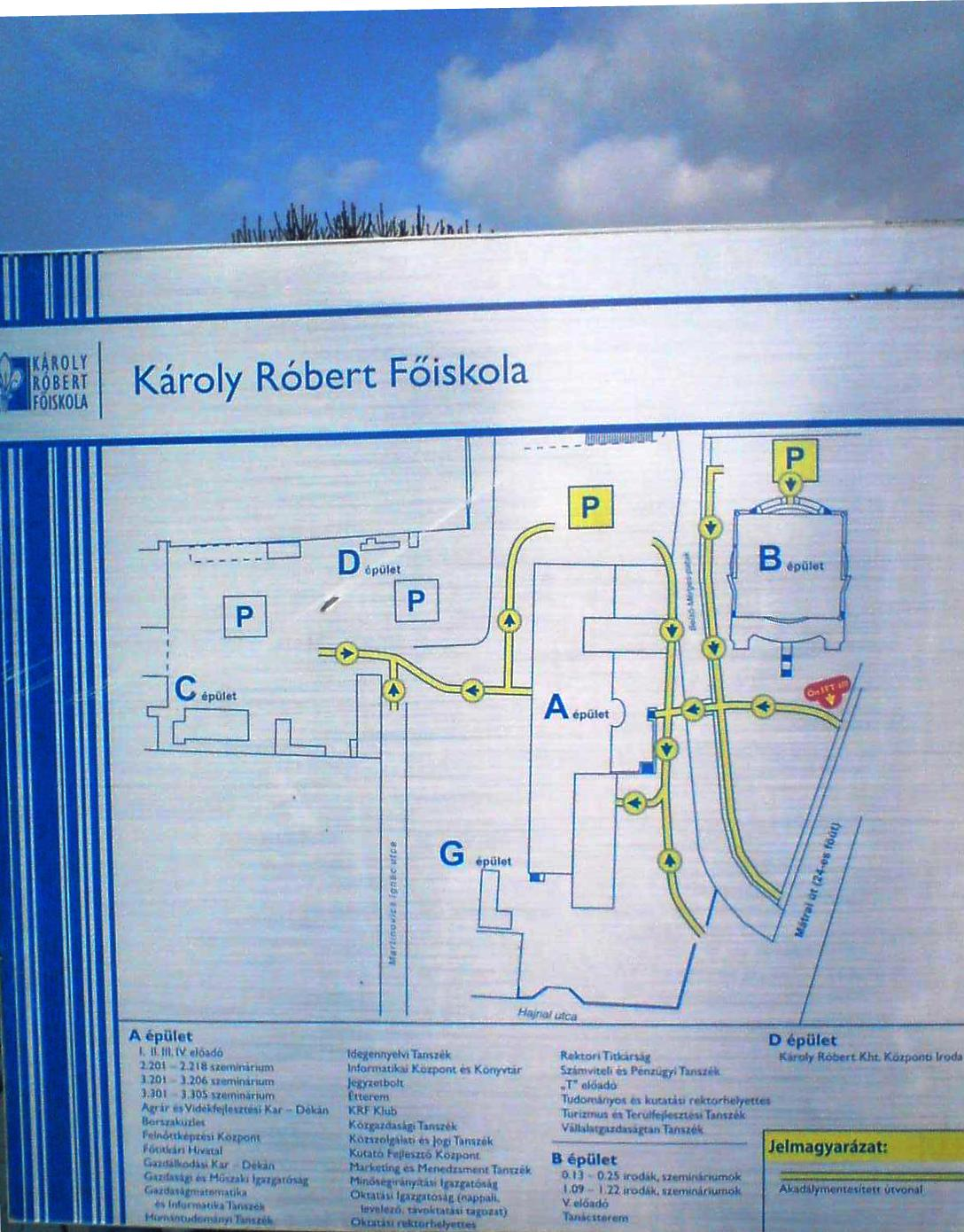
A Mátrai úti Campus térképe

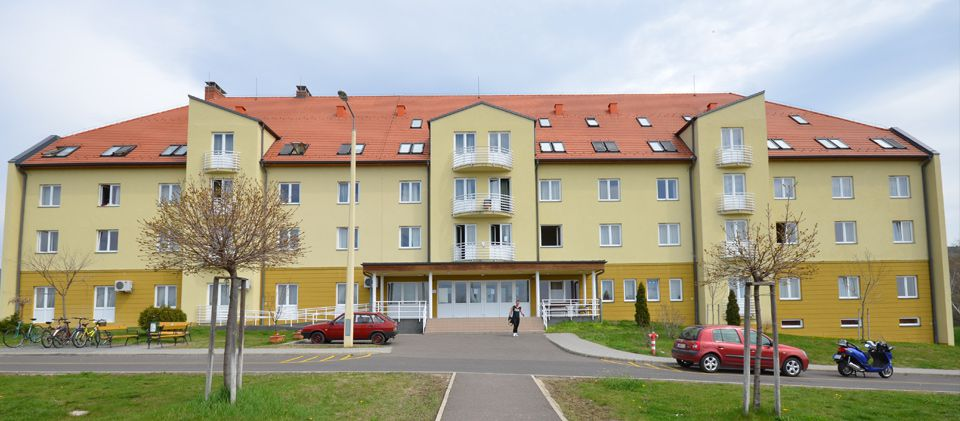
Károly Róbert Diák Hotel

A Magyar Agrár- és Élettudományi Egyetem (MATE) Károly Róbert Campusa Gyöngyös területén található felsőoktatási intézmény. 2021 óta tartozik a Magyar Agrár- és Élettudományi Egyetemhez, képzési területe a gazdaság-, az agrártudományok és az informatika.

## Előzményei
- 1871-ben kezdeményeztek először Gyöngyösön szőlész-borász felsőfokú oktatást
- 1962: az országos felsőfokú szakképzés keretében mezőgazdasági szakképzés elindítása
- 1976: a szakképző intézet a Gödöllői Agrártudományi Egyetem egységévé vált
- 1989: Magyarországon elsőként indult el a kísérleti levelező tagozatot (távoktatás)
- 2000. január 1.: a Szent István Egyetem megszervezése után a kar felvette a Szent István Egyetem Gazdálkodási és Mezőgazdasági Főiskolai Kar – Gyöngyös nevet
- 2003. szeptember 1.: létrejött gyöngyösi székhellyel a Károly Róbert Főiskola
- 2016. július 1.: Az Országgyűlés a 2015. évi CCVI. törvény 42. § (3) bekezdése szerint a Károly Róbert Főiskola és az Eszterházy Károly Főiskola összeolvadásának törvénybe iktatásával döntött az Eszterházy Károly Egyetem létrehozásáról.
- 2020. augusztus 1.: Szent István Egyetem névvel megalakult egy új, több-campusú integrált multidiszciplináris egyetem, amely egyesítette az egykori Szent István Egyetem és Kaposvári Egyetem egészét, továbbá a Pannon Egyetem Georgikon Karát és az Eszterházy Károly Egyetem Gyöngyösi Károly Róbert Campusát.
- 2021. február 1-től a Szent István Egyetem állami helyett alapítványi fenntartásúvá vált, neve pedig Magyar Agrár- és Élettudományi Egyetemre (MATE) változott.

## Tagozódása
KÉPZÉSI KÍNÁLAT
FELSŐOKTATÁSI SZAKKÉPZÉSI SZAKOK
- Gazdaságinformatikus
- Gazdálkodási menedzsment
- Gyógy- és fűszernövények
- Kereskedelem és marketing
- Mezőgazdasági
- Pénzügy és számvitel
- Programtervező informatikus
- Szőlész-borász
- Turizmus-vendéglátás

ALAPKÉPZÉSI SZAKOK (BA/BSc)
- Gazdaságinformatikus
- Gazdálkodási és menedzsment
- Kereskedelem és marketing
- Kertészmérnöki
- Mezőgazdasági mérnöki
- Pénzügy és számvitel
- Turizmus-vendéglátás
- Vadgazda mérnöki
- Vidékfejlesztési agrármérnöki

MESTERKÉPZÉSI SZAKOK (MA/MSc)
- Turizmus-menedzsment
- Vezetés és szervezés
- Vidékfejlesztési agrármérnöki
- Vállalkozásfejlesztés

SZAKIRÁNYÚ TOVÁBBKÉPZÉSI SZAKOK
- Hulladékgazdálkodási szaktanácsadó
- Rehabilitációs gazdasági menedzser
- Természeti és kulturális örökség menedzser

## Károly Róbert Diák Hotel
A Károly Róbert Campustól  alig 15 perc sétára található Károly Róbert Diákotthont 2006. február 5-én vették birtokba a hallgatók. Összes férőhely: 436

## Külső hivatkozások
- Hivatalos honlap
- Károly Róbert Diák Hotel